# Coelius Sedulius
Pour le poète chrétien irlandais du IXe siècle, voir Sedulius.
Coelius ou Caelius Sedulius, ou encore seulement "Sedulius" est un poète chrétien de la première moitié du Ve siècle.

## Biographie
On ne sait que peu de chose sur sa vie. Seules deux de ses lettres à Macedonius, servant d'introduction à ses œuvres, nous donnent quelques indications : on y apprend qu'avoir consacré une bonne partie de sa vie à l'étude de la littérature païenne, peut-être comme professeur de rhétorique, il se convertit au christianisme.
Isidore de Séville (De viris illustribus) et le Decretum Gelasianum le citent comme prêtre.

## Œuvres
Il est surtout connu pour son poème en cinq livres en hexamètres Carmen paschale basé sur les Évangiles.

Il en a produit une version en prose nommée Opus paschale.
Il a aussi écrit deux hymnes, l'une utilisant l'épanalepse, l'autre l'acrostiche abécédaire. Des quatrains de cette dernière ont été intégrés à la liturgie catholique dans l'hymne de Noël A solis ortus cardine et l'hymne de l'Épiphanie Hostis Herodes impie.

### Traduction en français
- Le Chant de Pâques, Éditions Migne, collection Les Pères dans la foi n°103, Paris 2013. Comprend le Chant pascal en vers et sa paraphrase exégétique en prose